# Bát kỳ Mãn Châu thị tộc thông phổ
Bát kỳ Mãn Châu thị tộc thông phổ (Tiếng Mãn: ᠵᠠᡴᡡᠨ
ᡤᡡᠰᠠᡳ
ᠮᠠᠨᠵᡠᠰᠠᡳ
ᠮᡠᡴᡡᠨ
ᡥᠠᠯᠠ ᠪᡝ
ᡠᡥᡝᡵᡳ
ᡝᠵᡝᡥᡝ
ᠪᡳᡨ᠌ᡥᡝ, jakūn gūsai manjusai mukūn hala be uheri ejehe bithe), gọi tắt là Thông phổ là bộ phả hệ ghi chép về các thị tộc Bát kỳ Mãn Châu do triều đình nhà Thanh biên soạn vào cuối thời Ung Chính đến đầu thời Càn Long. Công trình do nhóm đại thần Hoằng Trú, Ngạc Nhĩ Thái, Phúc Mẫn, Từ Nguyên Mộng cùng những quan viên khác phụng mệnh Càn Long Đế biên tu. Bộ sách này khởi nguồn có thể truy về thời kỳ đầu nhà Thanh, nhưng việc biên soạn thực tế bắt đầu từ năm Ung Chính thứ 13 (1735), và được khắc in thành sách vào năm Càn Long thứ 9 (1744).

## Tổng quan
Thông phổ thu thập tư liệu về 1.114 họ Mãn Châu, không bao gồm họ Ái Tân Giác La, và ghi chép các thông tin liên quan như: thời điểm từng họ quy phụ triều Mãn Châu, quê quán đời trước, gia hệ, hành trạng nhân vật, tước vị được phong, v.v... Mỗi họ đều lấy người lập công hiển hách nhất làm nhân vật chính đứng đầu; tổng cộng có 2.240 người được lập truyện riêng. Những hậu duệ có công tích sẽ được phụ ghi ở phần sau truyện chính; người không có hành trạng đáng kể thì được liệt kê phía sau toàn bộ phần truyện. Tổng số nhân vật thuộc Bát kỳ được ghi chép trong sách (trước thời Càn Long) lên tới hơn hai vạn người.
Thông phổ tôn Qua Nhĩ Giai thị, Nữu Hỗ Lộc thị, Thư Mục Lộc thị, Hách Xá Lý thị, Tha Tháp Lạp thị, Giác La thị, Đồng Giai thị, và Nạp Lạp thị là "tám dòng họ Mãn Châu tiêu biểu", và được coi là hình mẫu cho "tám họ lớn" của người Mãn Châu đương đại. Kể từ khi hoàn thành, cuốn sách chỉ được khắc in một lần duy nhất vào thời Càn Long, thường gọi là "Vũ Anh điện khắc bản", Liêu Thẩm thư xã từng ảnh ấn và phát hành lại bản khắc này.

## Khuyết điểm
Thông phổ đôi khi ghi nhận tổ tiên đời trước của những người quy phụ là "quy thuận từ buổi đầu lập quốc" như trường hợp tổ họ Mã Giai là Mã Mục Đôn vốn sống vào khoảng trung kỳ nhà Minh, nên không thể là người quy phụ sau khi Nỗ Nhĩ Cáp Xích khởi binh; lại như Qua Nhĩ Giai thị ở vùng cư tại Nhã Nhĩ Hồ, người tên Cát Cáp Dã cũng khoảng trung kỳ nhà Minh, nhưng vẫn được ghi là "đến quy thuận từ buổi đầu lập quốc". Cũng có những trường hợp ghi sai trong gia hệ, như Thanh sử cảo và Bát kỳ thông chí sơ tập đều chép rằng sau khi Ba Thập Thái mất, tước phong được con là Châu Lạp Đái kế thừa, rồi đến cháu là Tang Cách tiếp tục tập tước, nhưng Thông phổ lại bỏ sót một đời, chép nhầm rằng Tang Cách là con trực hệ của Ba Thập Thái. Thông phổ ghi chép khá đầy đủ về các thế gia vọng tộc thời Thanh, nhưng đối với gia hệ của những kỳ nhân Mãn Châu có địa vị xã hội thấp tại vùng Đông Bắc, thì thường có hiện tượng bỏ sót không ghi chép đủ.

### Trích dẫn
1. 1 2 3 4 5 6  Phó Lãng Vân 1990, tr. 14-18
2. ↑  Hoằng Trú 2002, tr. 31, 100, 115, 146, 167, 181, 247, 280
3. ↑  Lưu Khánh Hoa 2010, tr. 144
4. ↑  Lưu Khánh Hoa 2010, tr. 108
5. ↑  Triệu Nhĩ Tốn 1998, tr. 9200
6. ↑  Ngạc Nhĩ Thái 1985, tr. 1594
7. ↑  Hoằng Trú 2002, tr. 223
8. ↑  Lưu Khánh Hoa 2010, tr. 30, 119, 249, 253